# Sint-Helenastormvogel
De Sint-Helenastormvogel (Pseudobulweria rupinarum synoniem: Pterodroma rupinarum) is een uitgestorven, endemische zeevogel uit de familie van de stormvogels en pijlstormvogels (Procellariidae) op het eiland Sint-Helena.

## Kenmerken
Het holotype werd in juni 1971 ontdekt door Storrs Lovejoy Olson in de sedimenten van Prosperous Bay op Sint-Helena. Het bestaat uit een bijna complete schedel, inclusief het rostrum, de onderkaak en het os quadratum, maar zonder het palatinaal bot en de voorste helft van de rechterkant van de onderkaak. De paratypes omvatten bijna alle elementen van de skeletten van verschillende individuen. De totale lengte van de schedel met snavel is 72,1 millimeter, de postorbitale breedte 29,4 millimeter, de lengte van het rostrum vanaf de voorkant van de neusgaten 20,7 millimeter, de mandibulaire lengte 58,8 millimeter en de hoogte van het os quadratum 11,2 millimeter. De botten zijn licht geelachtig bruin en niet gemineraliseerd. De grootte en textuur van het materiaal duiden erop dat de Sint-Helenastormvogel een middelgrote soort was met een zware, naar beneden gebogen snavel.
De Sint-Helenastormvogel was kleiner dan de Tahiti-stormvogel (Pseudobulweria rostrata) maar iets groter en meer langvleugelig dan de Réunionstormvogel (Pseudobulweria aterrima) of de Becks Stormvogel (Pseudobulweria becki) en met relatief kortere poten.

## Uitsterven
De Sint-Helenastormvogel stierf uit kort na de ontdekking van Sint-Helena in 1502. Mogelijke oorzaken van het uitsterven waren de overbejaging door de eerste kolonisten om aan hun voedselbehoeften te voldoen, en de herintroductie van ingevoerde diersoorten zoals muizen en ratten. De vogel is alleen fossiel bekend en werd als zodanig door Olson in 1975 beschreven.
Deze vogel werd in 1988 op de op de Rode Lijst van de IUCN geplaatst en kreeg in 2012 de status van uitgestorven.

## Systematiek
Vroeger werd gedacht dat deze soort verwant was aan de Tahiti-stormvogel, die vroeger behoorde tot het geslacht Pterodroma en nu is ingedeeld (hoewel niet door alle systematici, waaronder James Clements) in het onafhankelijke geslacht Pseudobulweria. Sommige auteurs, waaronder Samuel T. Turvey van de Zoological Society of London en Vincent Bretagnolle van het Centre d'Etudes Biologique in Chizé hebben daarom voorgesteld om de Sint-Helenastormvogel ook in het geslacht Pseudobulweria te plaatsen. In een onderzoek uit 2014 toonden Storrs Olson, Andreanna Welch en Robert C. Fleischer aan dat de Sint-Helenastormvogel een zustertaxon is van de Bermudastormvogel (Pterodroma cahow), de Kaapverdische stormvogel (Pterodroma feae) en andere Atlantische stormvogels en ondersteunden daarom een terugplaatsing naar het geslacht Pterodroma.